# St. Afra (Obernheim)

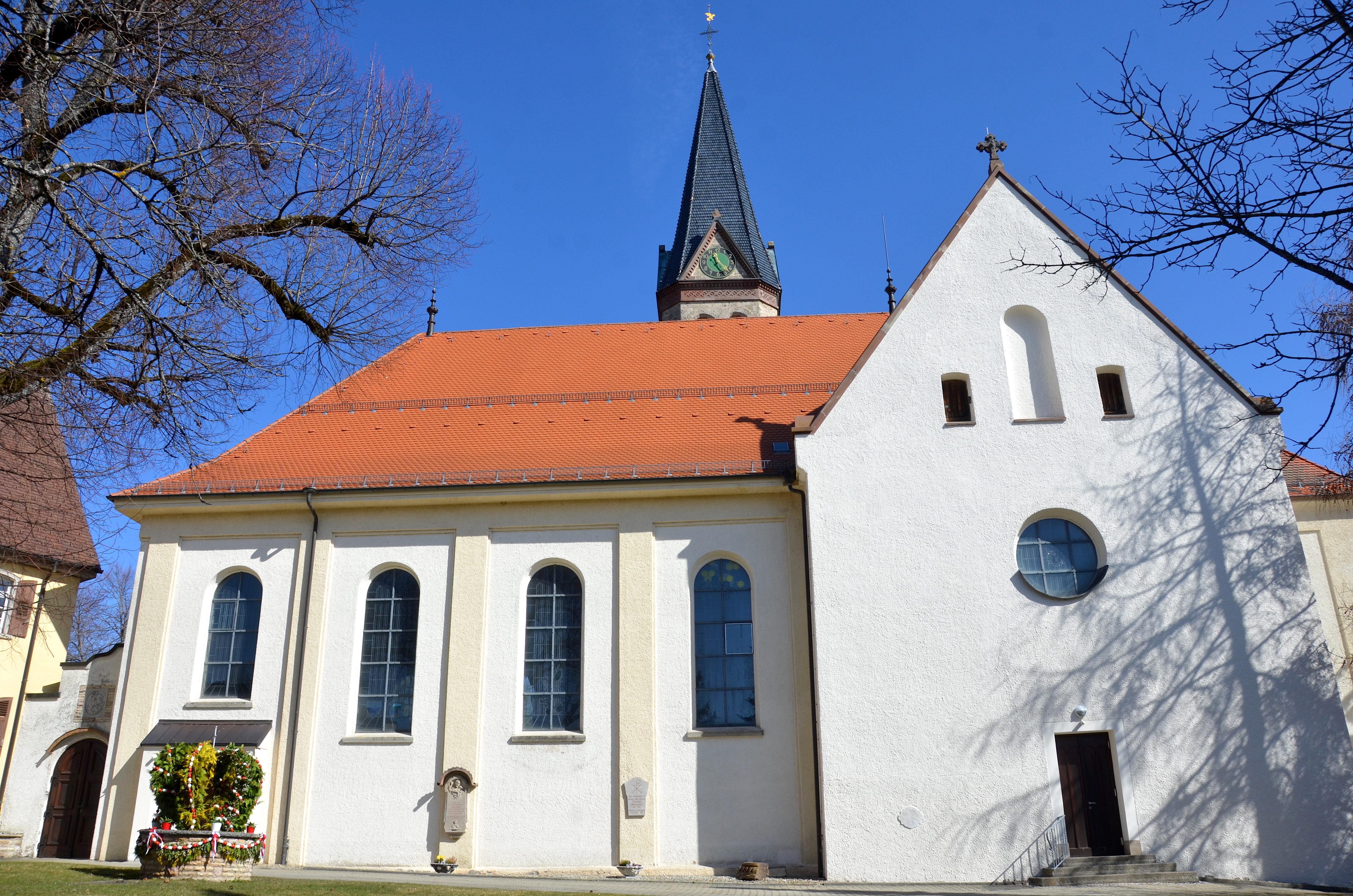
St. Afra in Obernheim

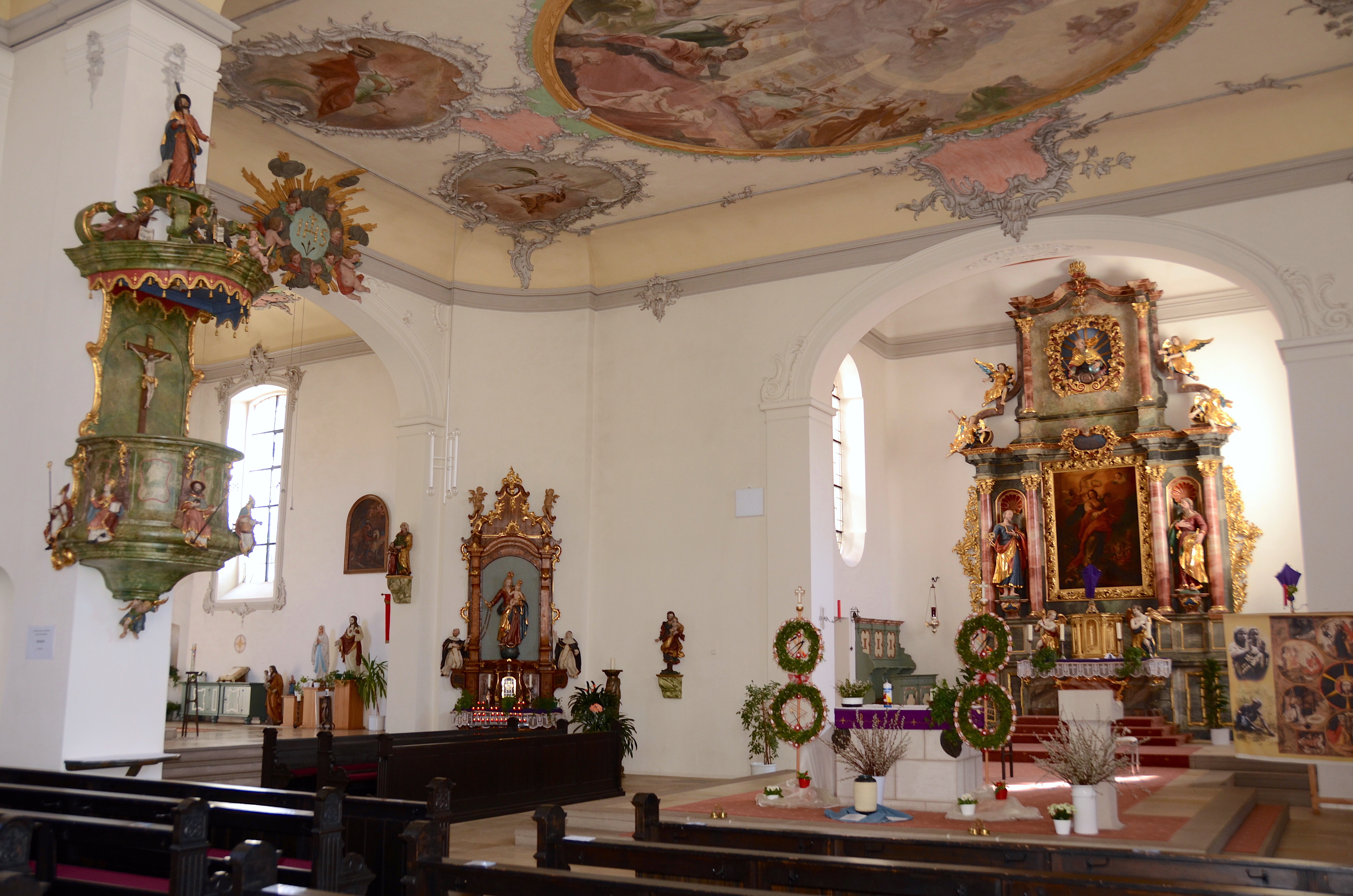
Innenansicht

Die römisch-katholische Pfarrkirche St. Afra steht in Obernheim, einer Gemeinde im Zollernalbkreis in Baden-Württemberg. Die Pfarrei gehört zur Diözese Rottenburg-Stuttgart. Das Bauwerk ist beim Landesamt für Denkmalpflege Baden-Württemberg als Baudenkmal eingetragen.

## Beschreibung
Die 1753–55 nach Plänen von Johann Caspar Bagnato erbaute Saalkirche wurde 1924 nach einem Entwurf von Wilhelm Friedrich Laur als Querschiff in einen Neubau übernommen. Das ehemalige, mit einem Spiegelgewölbe überspannte Langhaus und der Chor sind mit Fresken von Giuseppe Appiani versehen. Im Langhaus ist die Himmelfahrt Mariens, im Chor die Trinität dargestellt. Auf der Brüstung der Kanzel sind vier Kirchenväter zu sehen, auf dem Schalldeckel der heilige Wendelin. Die Orgel auf der Empore wurde 1973 als Opus 149 von Stehle Orgelbau errichtet.